# Mette Frederiksen
Mette Frederiksen (pronunție în daneză: [ˈmetə ˈfʁeðʁeksn]; n. 19 noiembrie 1977, Aalborg, Danemarca) este o politiciană daneză, care deține funcțiile de prim-ministru al Danemarcei din iunie 2019 și lider al social-democraților din iunie 2015. Este cea de-a doua femeie care deține aceste funcții și este, de asemenea, cel mai tânăr prim-ministru din istoria Danemarcei.
Frederiksen a condus partidul său în alegerile generale din 2019, când majoritatea din Folketing a fost câștigată de blocul de stânga și de centru-stânga (social-democrații, social-liberalii, Partidul Popular Socialist, Alianța Roșu–Verde, Partidul Social Democrat Faroez și Siumut și Inuit Ataqatigiit din Groenlanda). Ulterior, Regina Margareta a II-a i-a cerut lui Frederiksen să conducă negocierile pentru a forma un nou guvern, fiind învestită în funcția de prim-ministru pe 27 iunie.

## Viață personală
Născută în Aalborg, tatăl lui Frederiksen a fost tipograf și mama ei a fost profesoară. Frederiksen a învățat la Aalborghus Gymnasium, iar apoi a obținut diploma de licență în Administrație și Științe Sociale de la Universitatea din Aalborg și de master în studii africane de la Universitatea din Copenhaga.
Pe 16 iulie 2020, a fost raportat că Frederiksen s-a căsătorit cu Bo Tengberg, un regizor de film. S-au căsătorit la Biserica Magleby pe insula Møn.